# Max Heindel
Max Heindel (Aarhus, 23 de julio de 1865-Oceanside, California; 6 de enero de 1919) fue un escritor y astrólogo danés-estadounidense, estudioso y escritor de la Fraternidad Rosacruz.

## Biografía
Fuertemente influido por las enseñanzas orientales de Helena Blavatsky, Heindel afirmó que los maestros de la Rosacruz lo autorizaron a difundir las enseñanzas de la Orden y plasmó sus ideas en su obra más importante titulada El concepto Rosacruz del cosmos donde presenta las doctrinas blavatskianas desde un punto de vista cristiano y occidental. Max Heindel y su esposa profundizaron también en el estudio de la astrología, escribiendo juntos El mensaje de las estrellas y astrología científica simplificada.

## Obras
- Concepto Rosacruz del Cosmos
- Filosofía Rosacruz en Preguntas y Respuestas
- Enseñanzas de un Iniciado
- Recolecciones de un Místico
- La Masonería y el Catolicismo
- Iniciación Antigua y Moderna
- Los Misterios de las Grandes Óperas
- El Velo del Destino
- Cartas a los Estudiantes
- Principios Ocultos de la Salud y la Curación
- El Cuerpo Vital
- El Cuerpo de Deseos
- Astrología Científica Simplificada
- El Mensaje de las Estrellas
- Astrodiagnosis
- ¿Cómo conoceremos a Cristo a su vuelta?
- Interpretación mística de la Navidad
- Interpretación mística de la Pascua
- Principios rosacruces para la educación de los niños
- Los espíritus y las Fuerzas de la Naturaleza
- Temas Rosacruces
- H. P. Blavatsky y la Doctrina Secreta